# 나이지리아의 공휴일
나이지리아의 공휴일은 다음과 같다.
| 날짜           | 이름          | 비고          |
| -------------- | ------------- | ------------- |
| 1월 1일        | 양력설        |               |
| 3~4월 중(이동) | 성금요일      |               |
| 3~4월 중(이동) | 이스터 먼데이 | 부활절 다음날 |
| 5월 1일        | 노동절        |               |
| 5월 27일       | 어린이날      |               |
| 6월 12일       | 민주주의의 날 |               |
| 10월 1일       | 독립기념일    |               |
| 12월 25일      | 크리스마스    |               |
| 12월 26일      | 박싱 데이     |               |